# Никитский приход

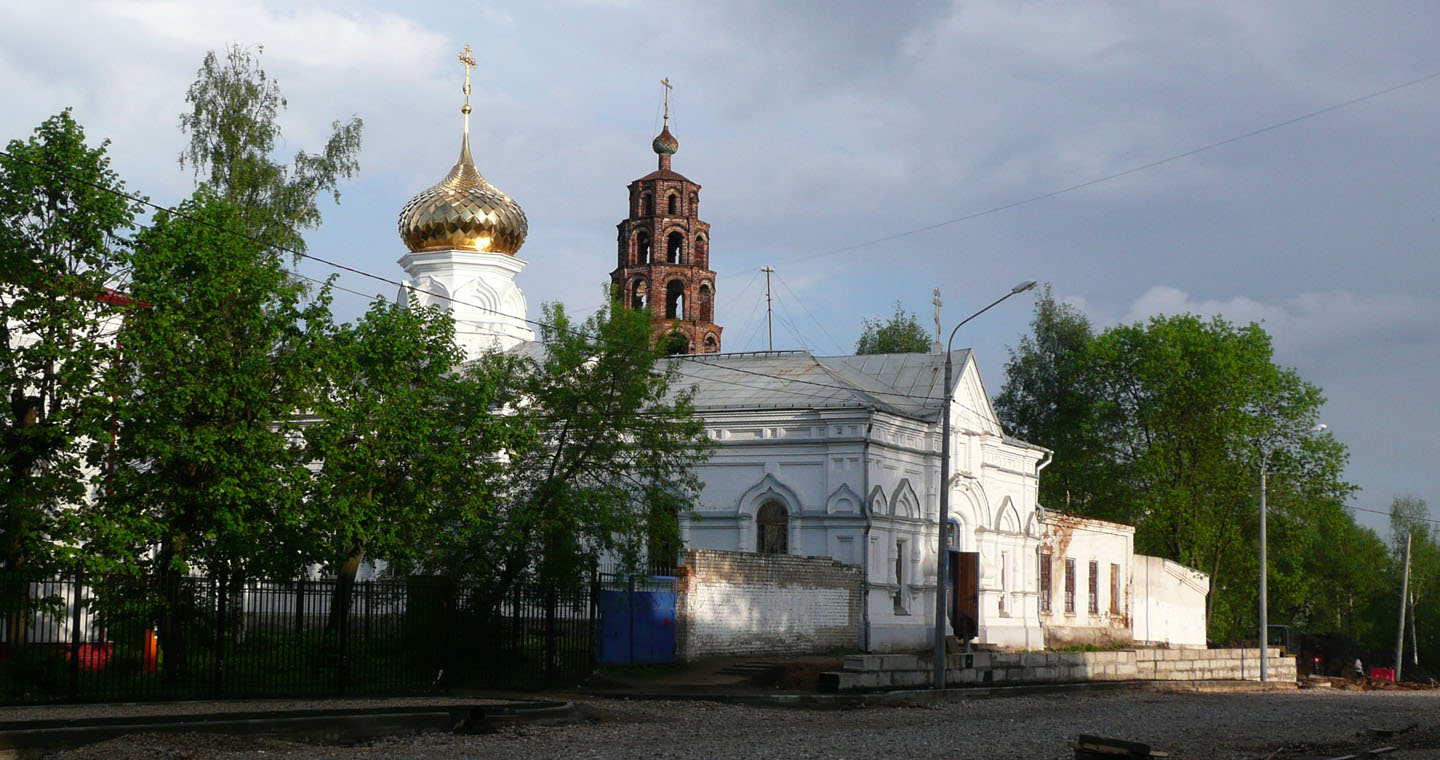
Никитско-Сретенский приход, май 2010 года.

Никитский приход в одноимённой слободе на западной окраине средневекового Ярославля возник не позднее XV века. Слобода с таким названием впервые упоминается в грамоте Василия III от 1511 года. В приходе было два небольших храма с приделами, посвящёнными Никите Мученику (единственный случай такого двойного посвящения в городе).
Находится вблизи пересечения улицы Победы и улицы Салтыкова-Щедрина.

## Холодная церковь

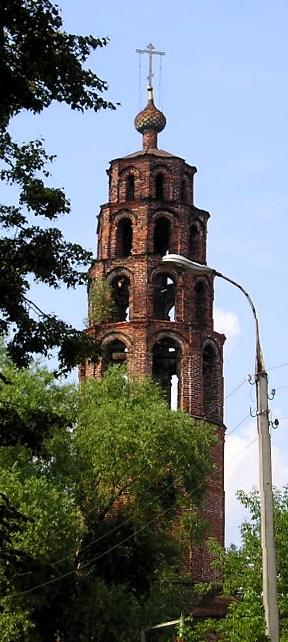
Колокольня-свеча

Одноглавая кирпичная церковь строилась трудами подьячего Афанасия Холмова. Освящена в 1647 году во имя Михаила Архангела, однако называться продолжала по имени придела в честь Никиты Мученика. Прихожане церкви не отличались состоятельностью, вследствие чего ещё при Екатерине II храм стоял нерасписанным. Однако сама скромность прихода составляла его изюминку. Например, иконостас храма был написан прямо на гладкой алтарной стене, что выделяло его среди всех церквей Ярославля и окрестностей.

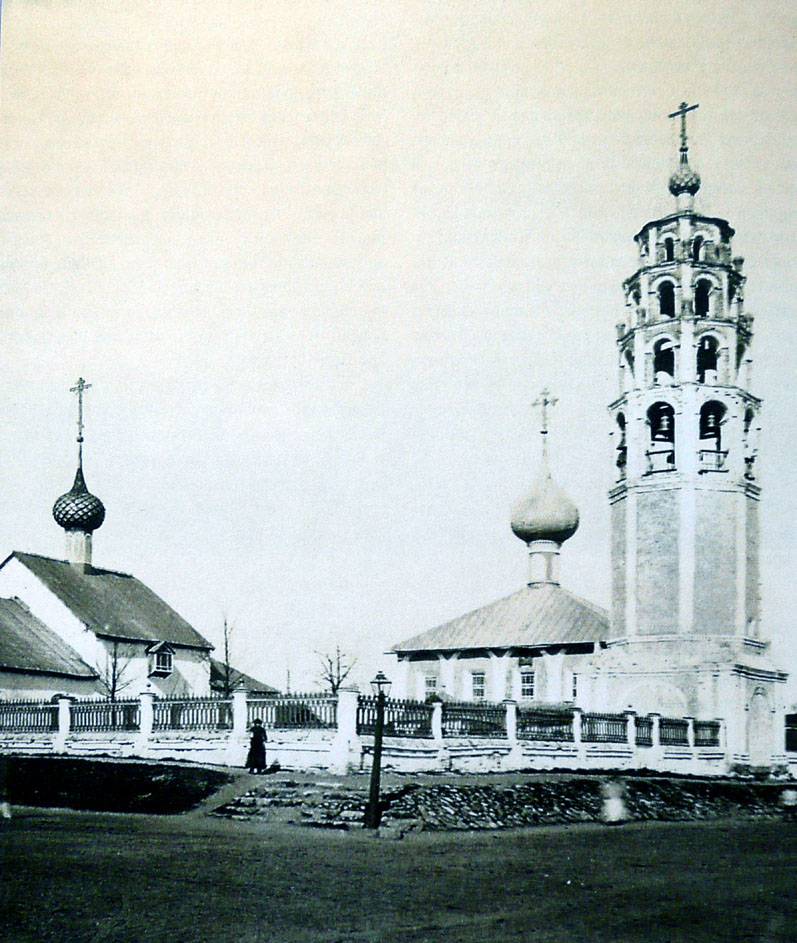
Общий вид прихода в конце XIX века

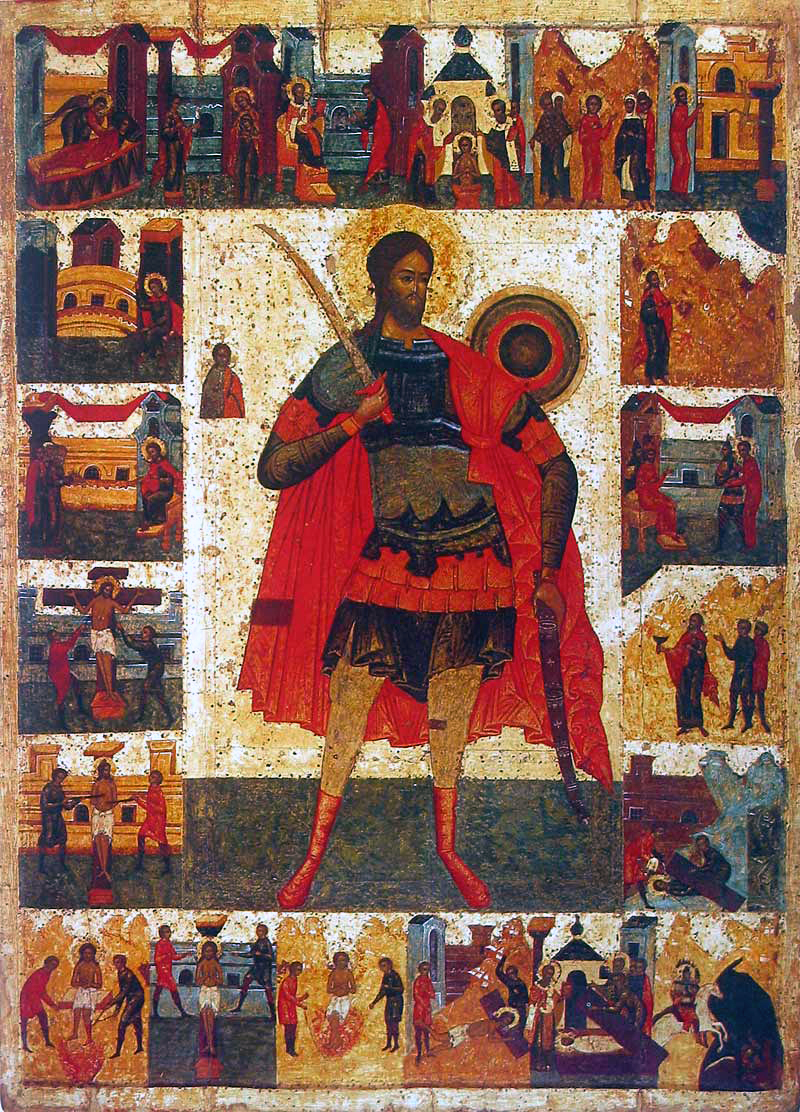
Храмовая икона с клеймами (XVI век)

Через полвека после храма была возведена стройная ярусная колокольня — одна из самых примечательных среди множества колоколен Ярославля. Будучи почти вдвое выше самого храма, она придавала приходу живописный вид. Колокольня принадлежит к характерному для последних лет XVII века типу ярусной звонницы. Нижняя часть — высокий глухой «восьмерик на четверике», над ним надстроены ярус звонов и три яруса постепенно уменьшающихся открытых аркад, которые увенчаны нарочито малой главкой. Столь сложное построение колокольни призвано зрительно увеличивать её высоту.
В советское время летний храм был закрыт и снесён. Перед сносом (1929) реставраторы составили иконографию стенописей и сняли отдельные фрагменты живописи. Колокольня, напротив, попала под «строжайшую охрану» как точка отсчёта координат для геодезической съёмки в Ярославле. Крен Никитской колокольни приписывается действию подземных вод (Ершов ручей).

## Тёплая церковь

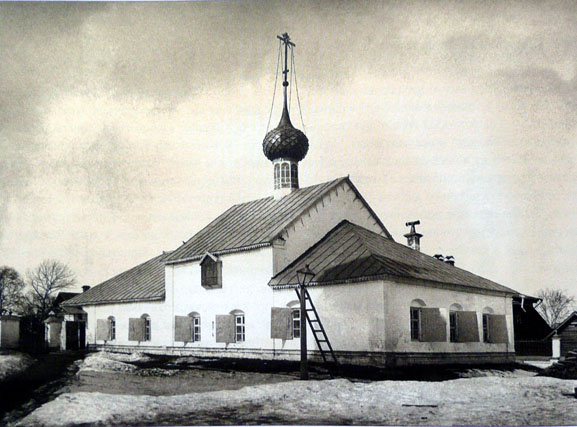
Тёплая церковь (1670) до перестройки

Тёплая Сретенская церковь — трапезного типа — имела алтарный Успенский придел. Её освящение состоялось в 1670 году. Росписи принадлежали кисти Д. И. Сарафанникова (1806). В конце XIX века крохотная Сретенская церковь не могла вместить всех прихожан сильно разросшегося предместья, среди которых преобладали бедняки. «Епархиальные ведомости» сетовали, что в таком тесном храме трудно ожидать от верующих молитвенного настроения, ведь при «многолюдстве, особенно в праздники, свечи не могли гореть от недостатка воздуха, со стен и потолка текло и капало всюду».
Планы прихожан «всем миром» перестроить летнюю церковь в зимнюю наталкивались на противодействие местных краеведов. По их настоянию более просторная церковь строилась поверх старой, в которой во всё время строительства не прекращалось отправление служб. Старые стены были разобраны в мае 1902 года. От храма XVII века в новой церкви остались алтарь и иконостас. Общие издержки на строительство превысили 50 тысяч рублей. В октябре 1905 года свежерасписанная церковь в русском стиле была освящена во имя Никиты Мученика; придел сохранил посвящение Сретению Господню.
Церковная жизнь в Сретенской церкви возродилась в 1997 году. Восстановлены купол и иконостас, проводятся богослужения.